# 孔元用
孔元用（？—1227年），字俊卿，金朝兖州曲阜县（今山东省曲阜市）人。孔子五十一代孫，孔宗願第三子孔若愚玄孙，孔端立曾孙，孔琥之孙，孔拂之子。
贞祐三年（1215年），金宣宗令衍圣公孔元措赴汴京随朝任职，孔元措族弟孔元用奉命代管曲阜祭祀之事。兴定四年（1220年），大蒙古国攻占山东，木华黎承制封孔元用曲阜县尹、权袭封衍圣公。宋宁宗嘉定十七年（1224年），南宋收复山东一带，遥授孔元用为通直郎，知仙源县事。宋理宗宝庆元年（1225年），命孔元用襲封衍聖公，世襲仙源縣令，出爲兗州判官，明年改授濟州通判兼京東西路安撫司，主管机宜文字。蒙古军再次攻陷曲阜，蒙古大帅带孙承制封孔元用为衍圣公，世袭曲阜县尹。成吉思汗二十一年（1226年）孔元用率兵随带孙攻益都李全，成吉思汗二十二年（1227年），战死于益都城下。
| 前任者： 孔文遠 | 宋朝北宗衍圣公 1225年            | 繼任者： 孔萬春 |
| 前任者： 孔元措 | 大蒙古国北宗衍圣公 1225年—1227年 | 繼任者： 孔之全 |

## 参看
- 孔子
- 孔子世家大宗世系
- 孔子世家大宗世系图
- 孔子世家南宗北宗世系图